# Santillana márki
Santillana márki, Íñigo López de Mendoza, Marqués de Santillana (Carrión de los Condes, 1398 – Guadalajara, 1458) 15. századi spanyol főúr, költő, író, az itáliai költői mérték- és versformák terjesztője.

## Életútja
Diego Hurtado de Mendoza, a korán meghalt kasztíliai admirális fiaként született. Nagy befolyású főúr volt II. János kasztíliai király udvarában, és szerepe különösen megnőtt a király favoritja, Álvaro de Luna bukása után. Jó hadvezér is lehetett, sikeresen vett részt a mórokkal vívott harcokban. Később, az olmedói csatában aratott győzelemnek köszönhette a márki cím elnyerését (1445). Szenvedélyesen gyűjtötte a könyveket,  a költészet szeretete családjában hagyomány volt. Tekintélyét az udvarnál felhasználta az itáliai humanista szellemi befolyás érdekében. 

## Írodalmi munkássága
Santillana márki a 15. századi költészet kiemelkedő alakja. Munkássága főként alkalmi művekből áll, a kor ízlése szerint gyakran allegorikus tartalommal. Munkái között egyaránt fellelhetők falusi parasztdalok (serranillas, villancicos, vaqueiras), melyek a galiciai hagyományhoz kötik; szonettei, canciónjai és tizenegy szótagú sorai pedig az itália iskolához kapcsolódnak. A finomkodó provanszál trubadúr-költészettől sem idegenkedett. 
Petrarca nyomán az elsők között vitte be a szonettet a spanyol költészetbe (az aragóni Juan de Villalpandóval együtt). Mesterkélt szonettekjeinek ma már inkább irodalomtörténeti értékük van, és nem lett folytatásuk. Ezeket felülmúlják pajzán pásztordalai, köztük a kedves hangulatú  La vaquera de Finojosa (A finojosai pásztorleány, ford. Körösi Albin). Könnyű, harmonikus választékosság jellemzi verseit.
A Doctrinal de Privados nyolc szótagú strófái, melyek a Diálogo de Bias contra fortuna című erkölcsfilozófiai műhöz vannak csatolva, Alvaro de Lunát, II. János teljhatalmú kancellárját állítják pellengérre. Írt egy huszonkét strófából álló költeményt is barátja és mestere, Enrique de Villena halálára. A La Comedieta de Ponça Dante modorában írt drámai költemény az aragoniai hajóhad ponzai vereségéről (1435). Négy spanyol hölgy, az elfogott királyi testvérpár anyjának és nejeinek felidézett szelleme Bocaccióval beszélgetve siratja az aragóniaknak a génuaiaktól való megveretését. Végül megjelenik Fortuna és hírül hozza a foglyok szabadulását.
Választékos prózájának tanúja a Refranes que diçen las viejas tras el fuego (Az idős asszonyok közmondásai a tűz mellett), a régi közmondások gyűjteménye, melyet a király kívánságára állított össze. Ezek az első olyan spanyol közmondások, melyek nyomtatásban megjelentek. 
Kiemelkedő műve, a Prohemio (1449) a spanyol költészetet ismerteti a maga koráig. A költészetkedvelő dom Pedro portugál kancellárhoz intézett munka a spanyol irodalomtörténet első vázlata; teljes címe: Prohemio e carta al condestable don Pedro de Portugal).